# Zakk Wylde
Zakk Wylde, vlastním jménem Jeffrey Phillip Wielandt, (* 14. ledna 1967, Bayonne, New Jersey, USA) je americký kytarista, zpěvák a frontman kapel Black Label Society, Zakk Sabbath a hostující člen Pantery. Nejlépe známý jako člen sólové skupiny Ozzyho Osbournea.
20. května 1987 se stal členem doprovodné Ozzyho skupiny, zpěváka Black Sabbath.

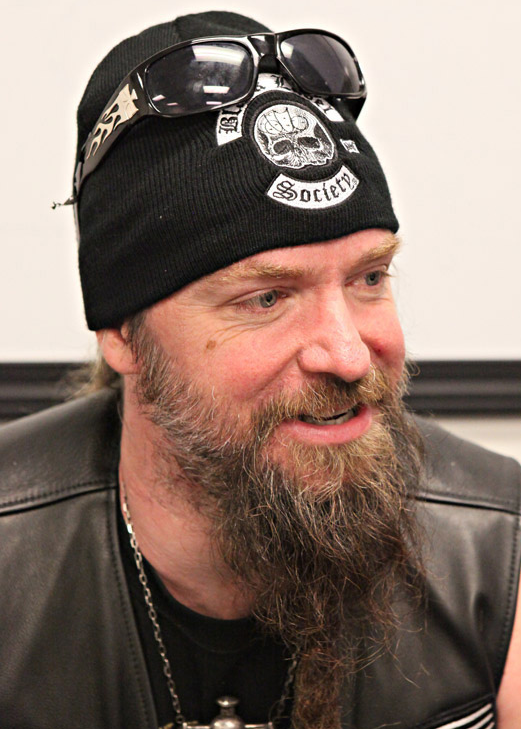
Wylde v srpnu 2010

Když v roce 1993 ohlásil Ozzy ukončení své hudební kariéry, rozhodl se založit vlastní skupinu Pride and Glory. V roce 1994 skupině vyšlo album Pride and Glory. O rok později se Ozzy vrátil na hudební scénu, a on se znovu připojil k doprovodné skupině.
V roce 1998 založil vlastní skupinu Black Label Society, zároveň však nadále hraje s Ozzyho skupinou.
Roku 2009 byl po dlouholeté spolupráci s Ozzym nahrazen kytaristou Gus G., z kapely Firewind.
Používal kytary Gibson Les Paul Custom, které měl signované. Bullseye s kroužky. Bílo-černé,žluto-černé,zlato-černé. V posledních letech používal také Dean Razorback a Gibson Flying V v typických barevných úpravách Randy Rhoadse tzn. černý s bílými puntíky, ale také má V bullseye[zdroj?].
Zakk v roce 2015 oznámil svou novou společnost s názvem Wylde Audio, která bude spolupracovat s firmou Schecter Guitars a také poskytl náhled na svou novou řadu vlastních kytar a zesilovačů.  V současné době je viděn hrát výhradně na zařízení Wylde Audio.
Zakk se k doprovodné kapele Ozzyho Osbournea přidal v roce 2017 kvůli poslednímu turné No More Tour 2 na rok 2018.
14. července 2022 bylo oznámeno, že Zakk se připojil ke znovusjednocení Pantery jako hostující člen na turné za původního kytaristu a jeho blízkého přítele Dimebaga Darrella.

## Osobní život
S manželkou Barbaranne Marie vychovávají čtyři děti: syny Jesse, Hendrixe, Sabbatha Page a dceru Hayley-Rae. Ozzy Osbourne je kmotrem Jesseho.
Zakk je ,,římský katolík" popsal se jako ,,Kristův voják".
Zakk byl blízkým přítelem kytaristy Dimebaga Darrella z Pantery a věnoval mu skladbu "In This River" poté co byl v roce 2004 zavražděn.

## Diskografie

### Pride & Glory
- Pride & Glory (1994)

### Sólové projekty
- 1987 Instrumental Solo Demo Tape
- Book of Shadows (1996)
- Book of Shadows II (2016)

### Derek Sherinian
- Inertia (2001)
- Black Utopia (2003)
- Mythology (2004)
- Blood of the Snake (2006)

### Black Label Society
- Sonic Brew (1999)
- Stronger Than Death (2000)
- Alcohol Fueled Brewtality (2001) (Live CD)
- 1919 Eternal (2002)
- The Blessed Hellride (2003)
- Boozed, Broozed, and Broken Boned (2003) (DVD)
- Hangover Music Vol. VI (2004)
- Mafia (2005)
- Kings of Damnation 98–04 (Career Retrospective) (2005)
- Shot To Hell (2006)
- The European Invasion:Doom Trooping Live (2006) (DVD)
- Skullage (2009) (CD + DVD)
- Order Of The Black (2010)
- The Song Remains Not the Same (2011)
- Catacombs of the Black Vatican (2014)
- Grimmest Hits (2018)

### Ozzy Osbourne
- No Rest For The Wicked (1988)
- Just Say Ozzy (1990)
- No More Tears (1991)
- Live and Loud (1992/93)
- Ozzmosis (1995)
- Down to Earth (2001)
- Live At Budokan (2002)
- Black Rain (2007)
- Patient Number 9 (2022)

### Zakk Sabbath
- 2016 Live In Detroit
- 2020 Vertigo

### Jiné
- Stairway To Heaven/Highway To Hell (1989)
- Ward One: Along the Way (1990)
- Dweezil Zappa: Confessions (1991)
- LA Blues Authority (1991)
- Britny Fox: Bite Down Hard (1991)
- Guitars that Rule the World (1992)
- C.P.R (1992)
- Stevie Salas: The Electric Pow Wow (1993)
- Blackfoot:After the reign (1994)
- Stairway to Heaven Tribute (1997)
- Carmine Appice's Guitar Zeus 2 (1997)
- Hard Pressed – Nobuteura Mada (1997)
- Love: Tokma (1997)
- Merry Axemas Vol.2 – More Guitars (1998)
- RE-SET – Marcy (1998)
- Humanary Stew – A Tribute To Alice Cooper (1999)
- Ozzfest 2001: The Second Millennium (2001)
- Rock Star Soundtrack (2001)
- Themes of Horror (2001)
- Gibson's 50th Anniversary (2002)
- Aqua Teen Hunger Force – Spirit Journey Formation Anniversary (2003)
- Damageplan – New Found Power (2004)
- Fozzy – All That Remains (2005)
- VH1 Rock Honors s Ozzy Osbourne (2007)